# Микулов (замък)
Замъкът Микулов се намира в едноименния град в Южна Моравия, Чехия. Замъкът е основан на мястото на историческо славянско селище, където в края на 13 век е издигната каменна крепост. Съвременният замък е резултат от преустройство в периода 1719-1730 г., извършена по заповед на рода Дитрихщайн. Краят на Втората световна война носи пълна разруха за замъка, тъй като германските войски, които се оттеглят от града, го подпалват. След основна реконструкция, извършена през 1950-те, замъкът става седалище на Регионалния музей в Микулов и съдържа исторически колекции и колекции на изкуството, включително артефакти, свързани с историята на местното производство на вино. В него са изложени ренесансова бъчва за вино, датираща от 1643 г. и една от най-големите (1014 хектолитра) винени бъчви в Централна Европа.